# Puerto de La Luz
Il Puerto de la Luz è il porto commerciale e turistico di Las Palmas de Gran Canaria (Spagna), è uno dei più importanti dell'intera Spagna.